# Oral Fixation, Vol. 1 & 2
Oral Fixation, Vol. 1 & 2 là hộp đĩa đầu tiên của nữ ca sĩ gốc Colombia Shakira, phát hành ngày 5 tháng 12 năm 2006, bởi Epic Records.

## Danh sách bài hát
| Disc 1 – Fijación Oral, Vol. 1 | Disc 1 – Fijación Oral, Vol. 1            | Disc 1 – Fijación Oral, Vol. 1 | Disc 1 – Fijación Oral, Vol. 1 |
| STT                            | Nhan đề                                   | Sáng tác                       | Thời lượng                     |
| ------------------------------ | ----------------------------------------- | ------------------------------ | ------------------------------ |
| 1.                             | "En Tus Pupilas"                          | Shakira, Luis Fernando Ochoa   | 4:24                           |
| 2.                             | "La Pared"                                | Shakira, Lester Mendez         | 3:20                           |
| 3.                             | "La Tortura" (featuring Alejandro Sanz)   | Shakira, Ochoa                 | 3:35                           |
| 4.                             | "Obtener Un Sí"                           | Shakira, Mendez                | 3:21                           |
| 5.                             | "Día Especial" (featuring Gustavo Cerati) | Gustavo Cerati, Shakira, Ochoa | 4:25                           |
| 6.                             | "Escondite Inglés"                        | Shakira                        | 3:10                           |
| 7.                             | "No" (featuring Gustavo Cerati)           | Shakira, Mendez                | 4:47                           |
| 8.                             | "Las de la Intuición"                     | Shakira, Ochoa                 | 3:42                           |
| 9.                             | "Día de Enero"                            | Shakira                        | 2:55                           |
| 10.                            | "Lo Imprescindible"                       | Shakira, Mendez                | 3:58                           |
| 11.                            | "La Pared" (Versión Acústica)             | Shakira, Mendez                | 2:41                           |
| 12.                            | "La Tortura" (Shaketon Remix)             | Shakira, Ochoa                 | 3:12                           |

| Disc 2 – Oral Fixation, Vol. 2 | Disc 2 – Oral Fixation, Vol. 2                    | Disc 2 – Oral Fixation, Vol. 2                                | Disc 2 – Oral Fixation, Vol. 2 | Disc 2 – Oral Fixation, Vol. 2 |
| STT                            | Nhan đề                                           | Sáng tác                                                      | {{{extra_column}}}             | Thời lượng                     |
| ------------------------------ | ------------------------------------------------- | ------------------------------------------------------------- | ------------------------------ | ------------------------------ |
| 1.                             | "How Do You Do"                                   | Shakira, Lauren Christy, Scott Spock, Graham Edwards          | Shakira                        | 3:45                           |
| 2.                             | "Illegal" (featuring Carlos Santana)              | Shakira, Lester Mendez                                        | Shakira                        | 3:53                           |
| 3.                             | "Hips Don't Lie" (featuring Wyclef Jean)          | Wyclef Jean, Shakira, Oscar Arfanno, LaTravia Parker          | Shakira                        | 3:38                           |
| 4.                             | "Animal City"                                     | Shakira, Luis Fernando Ochoa                                  | Shakira                        | 3:15                           |
| 5.                             | "Don't Bother"                                    | Shakira, Christy, Spock, Edwards, Heather Reid, Leisha Hailey | Shakira                        | 4:17                           |
| 6.                             | "The Day And The Time" (featuring Gustavo Cerati) | Shakira, Pedro Aznar, Ochoa, Gustavo Cerati                   | Shakira                        | 4:22                           |
| 7.                             | "Dreams For Plans"                                | Shakira, Brendan Buckley                                      | Shakira                        | 4:02                           |
| 8.                             | "Hey You"                                         | Shakira, Tim Mitchell                                         | Shakira                        | 4:09                           |
| 9.                             | "Your Embrace"                                    | Shakira, Mitchell                                             | Shakira                        | 3:32                           |
| 10.                            | "Costume Makes the Clown"                         | Shakira, Buckley                                              | Shakira                        | 3:12                           |
| 11.                            | "Something"                                       | Shakira, Ochoa                                                | Shakira                        | 4:21                           |
| 12.                            | "Timor"                                           | Shakira                                                       | Shakira                        | 3:32                           |

| American bonus track | American bonus track             | American bonus track         | American bonus track | American bonus track |
| STT                  | Nhan đề                          | Sáng tác                     | {{{extra_column}}}   | Thời lượng           |
| -------------------- | -------------------------------- | ---------------------------- | -------------------- | -------------------- |
| 13.                  | "La Tortura" (alternate version) | Shakira, Luis Fernando Ochoa | Shakira              | 3:32                 |

| Latin American and Spanish bonus track | Latin American and Spanish bonus track | Latin American and Spanish bonus track                                    | Latin American and Spanish bonus track | Latin American and Spanish bonus track |
| STT                                    | Nhan đề                                | Sáng tác                                                                  | {{{extra_column}}}                     | Thời lượng                             |
| -------------------------------------- | -------------------------------------- | ------------------------------------------------------------------------- | -------------------------------------- | -------------------------------------- |
| 13.                                    | "Hips Don't Lie" (Spanish version)     | Wyclef Jean, Shakira, Oscar Arfanno, LaTravia Parker, Jerry Dupless, Pena | Shakira                                | 3:37                                   |

| European bonus track | European bonus track                 | European bonus track   | European bonus track | European bonus track |
| STT                  | Nhan đề                              | Sáng tác               | {{{extra_column}}}   | Thời lượng           |
| -------------------- | ------------------------------------ | ---------------------- | -------------------- | -------------------- |
| 13.                  | "Don't Bother" (Jrsnchz Radio Remix) | Shakira, Lester Mendez | Shakira              | 4:24                 |

| Disc 3 – DVD | Disc 3 – DVD                                                             | Disc 3 – DVD |
| STT          | Nhan đề                                                                  | Thời lượng   |
| ------------ | ------------------------------------------------------------------------ | ------------ |
| 1.           | "La Tortura" (music video) (featuring Alejandro Sanz)                    | 3:44         |
| 2.           | "Don't Bother" (Music video)                                             | 4:30         |
| 3.           | "No" (music video) (featuring Gustavo Cerati)                            | 4:47         |
| 4.           | "Hips Don't Lie" (music video) (featuring Wyclef Jean)                   | 3:37         |
| 5.           | "Día de Enero" (music video)                                             | 2:52         |
| 6.           | "Hey You" (live from Hackney Empire, London) (MTV'5 Star Performance)    | 4:11         |
| 7.           | "Illegal" (live from Hackney Empire, London) (MTV'5 Star Performance)    | 3:56         |
| 8.           | "La Tortura" (live from Hackney Empire, London) (MTV'5 Star Performance) | 3:35         |

## Xếp hạng
| Chart                           | Peak position |
| ------------------------------- | ------------- |
| Belgian Albums Chart (Flanders) | 47            |
| Belgian Albums Chart (Wallonia) | 78            |
| Spanish Albums Chart            | 25            |
| Swiss Albums Chart              | 91            |
| US Latin Albums                 | 13            |
| US Latin Pop Albums             | 27            |